# Kasseler Kreuz (Gudensberg)

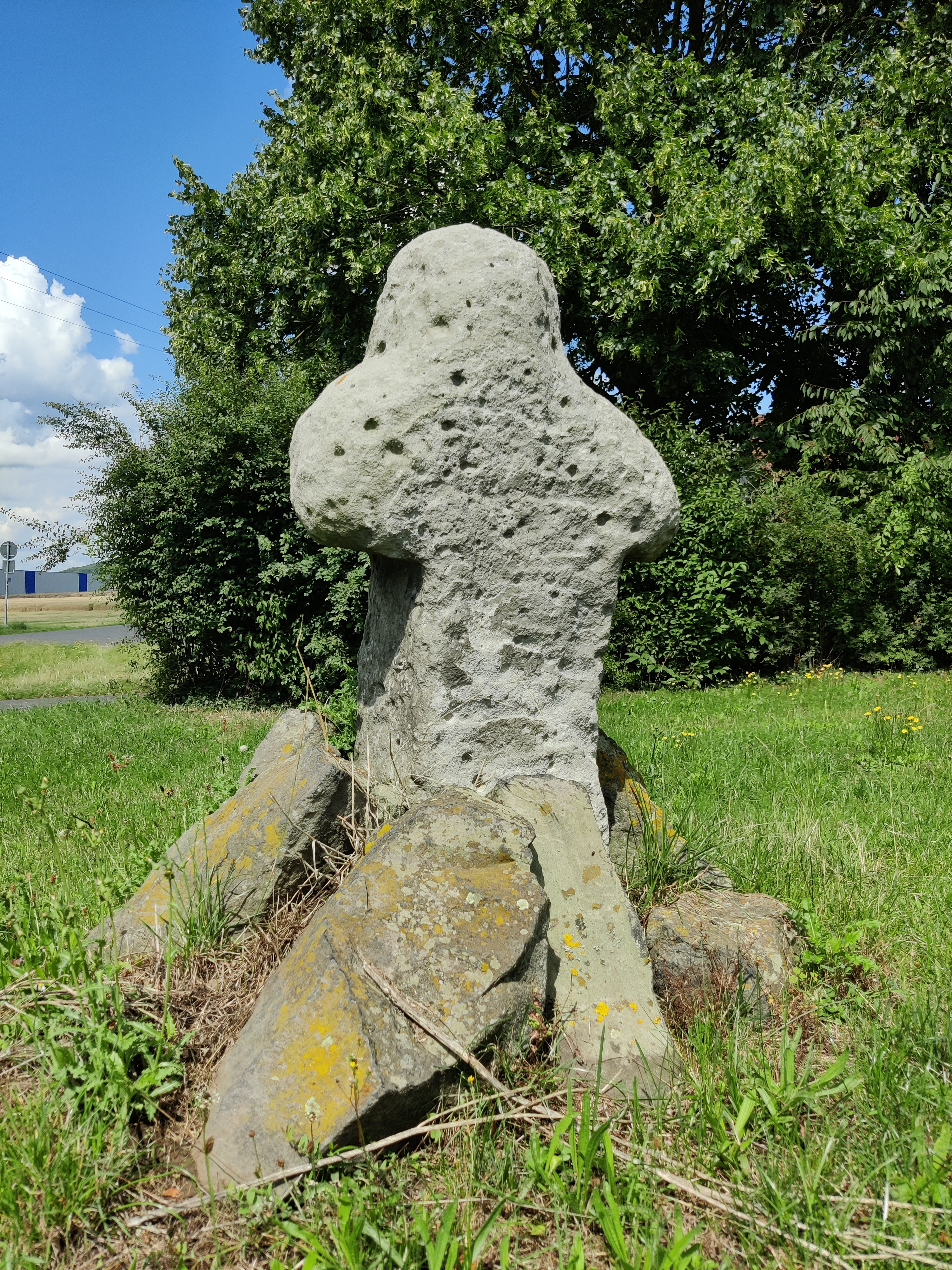
Kasseler Kreuz bei Gudensberg

Das Kasseler Kreuz ist ein mittelalterliches, vermutlich aus dem 14. Jahrhundert stammendes, gotisches Steinkreuz bei Gudensberg im nordhessischen Schwalm-Eder-Kreis.

## Geographische Lage
Das Kasseler Kreuz steht direkt nordöstlich von Gudensberg an einer alten Wegekreuzung an der ehemaligen Landstraße nach Kassel, dort wo die heutige Kreisstraße 6 in Richtung Nordosten nach Dissen von der ostwärts nach Deute führenden K 7 abzweigt. Vorbei am Kreuz, in dessen Nähe ein Parkplatz liegt, verläuft der Radweg R 12; früher passierte es die Kleinbahnstrecke Grifte–Gudensberg. Nördlich davon befindet sich die Wüstung Unseligendissen, südöstlich der Lamsberg.

## Beschreibung und Geschichte

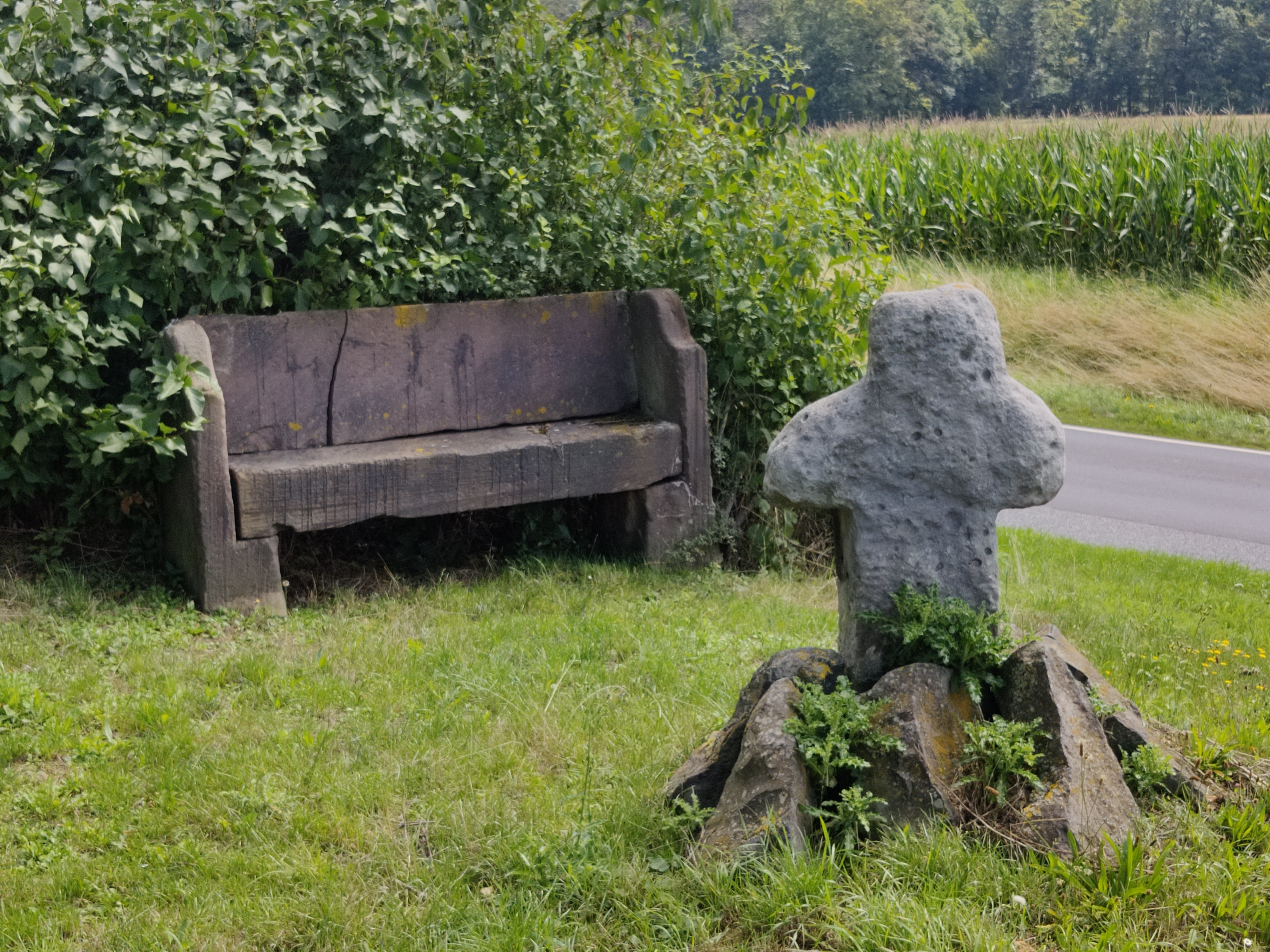

Das 1,2 m hohe und 0,6 m breite Sandsteinkreuz ist vermutlich ein Sühnekreuz aus dem 14. Jahrhundert und wurde aus unbekanntem Anlass (siehe Sagen) gesetzt. Heimatforscher vermuten, dass es sich um ein von vorbeiziehenden christlichen Priestern zur „Sühne“ aufgestelltes Kreuz handeln könnte. 1542 wird es als Feldlage erstmals urkundlich erwähnt. 1642 bis 1646 wurde es auf einem Stich von Gudensberg von Matthäus Merian in der Topographia Germaniae erstmals dargestellt.
Im 19. Jahrhundert wurde eine Sandsteinbank am Kreuz errichtet. 1899 fand man bei Bauarbeiten an der Kleinbahnstrecke Grifte–Gudensberg Brandgräber des 10. Jahrhunderts v. Chr. aus der Hallstattzeit.

## Sagen
Mit diesem Stein soll sich eine schaurige Begebenheit verbinden: Angeblich hat man dort einen Verräter, der dem feindlichen Lager im Dreißigjährigen Krieg ein Gudensberger Stadttor geöffnet haben soll, bei lebendigem Leibe mit seinem Pferd begraben.
Eine andere Sage besagt, dass ein Verräter, der die Stadt bei einer Belagerung im Jahr 1387 in Brand steckte, nach seinem Verrat hier eingeholt und lebendig begraben wurde.

## Einzelnachweis
1. ↑  Die Sage - Variante 2 (Memento vom 9. Mai 2012 im Internet Archive)